# Leafield
Leafield – wieś w Anglii, w hrabstwie Oxfordshire, w dystrykcie West Oxfordshire. Leży 22 km na północny zachód od Oksfordu i 105 km na zachód od Londynu. W 2001 miejscowość liczyła 883 mieszkańców.
Na północny wschód od wsi znajduje się las Wychwood.